# Вектор јачине поларизације
У електромагнетизму, вектор јачине поларизације или густина поларизације, или једноставно вектор поларизације је векторско поље које изражава густину сталних или индукованих електричних диполних момената у диелектричном материјалу. Вектор поларизације P је дефинисан као диполни моменат по јединици запремине. СИ јединица је кулон по квадратном метру.

## Густина поларизације у Максвеловим једначинама
Понашање електричног поља ({\displaystyle \mathbf {E} }, {\displaystyle \mathbf {D} }), магнетског поља ({\displaystyle \mathbf {B} }, {\displaystyle \mathbf {H} }), густине наелектрисања ({\displaystyle \rho \,}), и густине струје ({\displaystyle \mathbf {J} }) је описано Максвеловим једначинама. Улога густине поларизације {\displaystyle \mathbf {P} } је описана даље.

#### Зависност између,и
Густина поларизације {\displaystyle \mathbf {P} } дефинише  поље диелектричног помераја {\displaystyle \mathbf {D} } као:
{\displaystyle \mathbf {D} =\epsilon _{0}\mathbf {E} +\mathbf {P} }
Зависност између {\displaystyle \mathbf {P} } и {\displaystyle \mathbf {E} } постоји у многим материјалима.

#### Везана наелектрисања
Електрична поларизација у вези је са прерасподелом везаних електрона у материјалу, што ствара додатну густину наелектрисања познату и као густина везаних наелектрисања {\displaystyle \rho _{v}\,}:
{\displaystyle \rho _{v}=-\nabla \cdot \mathbf {P} }
тако да је укупна густина наелектрисања која се рачуна у Максвеловим једначинама дата са:
{\displaystyle \rho =\rho _{s}+\rho _{v}\,}
где је {\displaystyle \rho _{s}\,} густина слободних наелектрисања.
На површини поларизованог материјала, везана наелектрисања се јављају као површинска густина наелектрисања:
{\displaystyle \sigma _{v}=\mathbf {P} \cdot \mathbf {\hat {n}} _{\mathrm {van} }\,}
где је {\displaystyle \mathbf {\hat {n}} _{\mathrm {out} }\,} јединични вектор усмерен споља, нормално на површину. Ако је P униформно унутар материјала, ово површинско налектрисање је уједно и једино наелектрисање у материјалу.
Када се густина поларизације мења у времену, тада временски зависна густина везаних наелектрисања ствара густину струје од:
{\displaystyle \mathbf {J} _{v}={\frac {\partial \mathbf {P} }{\partial t}}}
тако да укупна густина струје која се рачуна у Максвеловим једначинама износи:
{\displaystyle \mathbf {J} =\mathbf {J_{s}} +\nabla \times \mathbf {M} +{\frac {\partial \mathbf {P} }{\partial t}}}
где је {\displaystyle \mathbf {J_{s}} } густина струје слободних наелектрисања, а други члан настаје услед промене магнетског поља (када постоји).

## Веза измеђуиу разним материјалима
У хомогеном линеарном и изотропном диелектричном материјалу, поларизација је поравната и сразмерна електричном пољу E. У анизотропаном материјалу, поларизација и електрично поље не морају обавезно да буду у истом правцу. Тада, ith компонента поларизације је повезана са jth компонентом електричног поља према:
{\displaystyle P_{i}=\sum _{j}\epsilon _{0}\chi _{ij}E_{j},\,\!}
где је ε0 пермитивност вакуума, а χ је тензор електричне сусцептибилности материјала.
Као и у већем делу електромагнетизма, ова релација се бави само макроскопским манифестацијама поља и густине дипола, тако да се добија континуална апроксимација диелектричног материјала у електричном пољу, тако да су занемарене појаве на атомском нивоу.
У општем случају, сусцептибилност је функција фреквенције ω примењеног поља. Када је поље општа функција времена t, поларизација је конволуција континуалне Фуријеове трансформације χ(ω) са функцијом поља E(t).
Ако поларизација P није линеарно сразмерна пољу E, материјал се тада назива нелинеарним. Тада се, ради добре апроксимације (за слаба поља, уз претпоставку да нема сталних дипола), P даје као Тејлоров ред од E, чији су коефицијенти нелинеарне сусцептибилности:
{\displaystyle P_{i}/\epsilon _{0}=\sum _{j}\chi _{ij}^{(1)}E_{j}+\sum _{k}\chi _{ijk}^{(2)}E_{j}E_{k}+\sum _{k\ell }\chi _{ijk\ell }^{(3)}E_{j}E_{k}E_{\ell }+\cdots \!}
где је {\displaystyle \chi ^{(1)}} линеарна сусцептибилност, {\displaystyle \chi ^{(2)}} даје Покелсов ефекат, а {\displaystyle \chi ^{(3)}} даје Керов ефекат.